# AREA D 異能領域
『AREA D 異能領域』（エリア D いのうりょういき）とは、原作：七月鏡一、作画：梁慶一による日本の漫画作品。『週刊少年サンデー』（小学館）にて2012年第15号から2016年第8号まで連載。

## 概要
異能力者「アルタード」が集められた監獄島、AREA D（エリアディー）で繰り広げられるプリズン・サバイヴ・アクション漫画。
原作担当の七月にとって、原作としては、2004年の上川敦志との『ロボットボーイズ』、脚本参加としては、2006年の皆川亮二の『D-LIVE!!』以来、約6年ぶりとなる少年サンデー作品である。
七月によると、本作の企画を立ち上げてから1年近い時間がかかっており、本作のアイデアを考えてから実際の第1話を書き上げるまでの間に東日本大震災を経験したことから、七月が東日本大震災を経験して思ったことや考えたこと、抱え込んだことを叩き込んだ作品になっているという。

## ストーリー
12年前、さそり座の最輝星アンタレスの超新星爆発とともに現れた異能力者「アルタード」。そして人類は、そのアルタードたちを脅威とみなし、「アイランドD」と呼ばれる孤島刑務所に次々と移送していった。
アルタードの少年 飯田悟は、F県からアイランドDへ移送される事になり、護送船の中でカザラギ・ジンをはじめとする様々なアルタードたちと出会う。アイランドDの自治区である「異能街」で暮らすことになった悟たちは、ジンを怨む他のアルタードたちと戦いながらこの島に隠された謎に迫っていく。

## 登場人物

### 主要人物
飯田 悟（いいだ さとる）
F県からアイランドDへ移送されることになったアルタードの少年。過去に自分の母親を能力で分解してしまったことにより自身の能力を恐れており、その能力を抑えるため、両手を包帯でグルグル巻きにしてある。基本的に内気で臆病な性格だが、ジンを始めとするアルタードの仲間たちとの出会いを経て、徐々に意気と度胸が表れ始めている。
能力：「時計屋（ウォッチメイカー）」
手で触れた物を瞬時に分解する能力。
左手で触れたものはたとえ生物や無機物であっても（サイズを問わずに）瞬時に分解する。彼自身この能力に慣れていない様子で前述の出来事もあってか、左手に包帯を巻いている。能力名はカイトが名付けた。

カザラギ・ジン
悟がアイランドDへ向かう護送船の中で出会ったSランクの最高危険度の囚人。長身で白い長髪が特徴。「アルタードも人間の心を持った人間である」と信じており、脅威とみなしている人類にも理解を求めている。アイランドＤにいると思われる生き別れの兄と再会することを目的としている。2年前に起きた大規模なテロ事件にかかわっているとされるが、詳細は不明。普段は寡黙かつ冷静で子供好きだが、兄を侮辱されたりすると激昂する面も見せる。
能力：「能力の擬態」
自身が触れたアルタードが持つ能力を自分の物にすることができる能力。
どの能力をコピーするかは自由自在に決めることができるが、使用できるのはその内の一つだけで、新たな能力をコピーした際はそれ以前にコピーした能力は破棄される。また、コピーした能力を十分に理解しないと効果的に扱うことができない。

結城 海斗（ゆうき カイト）
悟が護送船で出会ったアルタードの一人。常に気楽な性格であまり本気を出さないが、若い女性が絡むと一変して本気を出す。当初はアイランドDを生き残るため（と自分の目的を果たすため）の派閥を作ろうと、悟を勧誘していた。物語が進むうちに悟とともにジンの仲間となり、仲間意識も持つようになる。
能力：「無人の家（デザーテッド・ハウス）」
体に重なる亜空間に物体を自在に出し入れすることができる能力。
体内にしまい込めるのは自分の体積に比例し、それよりはるかに大きい物体を収納することは不可能。亜空間内は時間が静止しており、収納された物体は状態やエネルギーが保存される（例として自身に向かって飛んできた矢を収納してそのままのスピードで相手に返す、冷えたジュースを収納するとどれだけ時間が経過しようと取り出せば冷えたままなど）。

イブキ・リオ
ジンが収容されていたS級囚人専用の移送コンテナを壊すよう悟を唆した張本人。
大体はジン一行と行動を共にするが、ときどき姿を見せずに主任看守であるジガーの下に現れるなど暗躍する様子を見せる。
能力：「影絵芝居（シャドウプレイ）」
その名の通り影（二次元のシルエット）となって壁や他人の身体の表面など平面を移動する能力。
自分の身体以外は能力の適応外なのか、裸でしか使用できない。

ミカ
護送船の一室が「人喰いの檻」と呼ばれる原因を作っていた幼女。
能力をコピーしたジンに救われて懐き、行動を共にする。
能力：「人喰いの檻（スペース・イーター）」
亜空間への入り口を作る能力。
フィンガースナップをすることで同時に最大3つの球体の入り口を生み出し、抉るまたは喰らうように無機物有機物問わず亜空間へと引き込む。

炎姫（エンキ）
“西”のグループに所属している少女。
初め島に来たばかりのジンたちを襲撃するが、後にジン一行と行動を共にするようになる。
能力：「バステトの爪」
猫の姿をした炎を操る。その際エンキの指先の形状も変化する。

ソガ
第1自治収容区画のヤミ医者。通称「ドク」。
島にはちゃんとした病院施設があるらしいが、彼を頼る人はとても多い。
ボディーガード兼助手のマリコを連れている。
島に来たばかりのジンたちに絡んできたアルタードたちをマリコに助けさせたことから行動を共にするようになった。
能力：能力名不明
注射器やメスなど様々な医療器具が手首から先に生え、その状態で患者の身体に埋めて治療する。
治療にはかなりのエネルギーを要するようで、治療が完了したあとは大量の食事を取る。

マリコ
ソガと一緒に行動するナース姿でショートボブが特徴の少女。
かわいい見た目とは裏腹に車を片手で持ち上げたり、並みの肉体変化系のアルタードならば2～3人を相手に出来るほどの怪力と身体能力の持ち主。
実はアルタードではなく、とあるアルタードに蘇生された死人。
痛みも疲労も感じず、そのため通常であれば無意識に制限をかけている身体能力を最大限に引き出すことが出来る。
マリコを蘇らせたアルタードや、どのような経緯でソガと共に行動するようになったかは不明。

イソベ・シュン
アルタードが引き起こした史上最大のテロ事件「レンゲ事件」の主犯がジンであると聞き、徒党を組みゲリラでジンたちを襲った青年。
「レンゲ事件」により姉をなくしており、姉はジンとも関わりがあったようである。ジンが自ら話そうとした「レンゲ事件」の真相は聞けず仕舞いで成り行きで行動を共にしている。
行動を共にするようになってジンへのわだかまりはなくなった様子。
能力：「重力操作」
そのまま重力を操る能力。
物体に作用する重力を強くさせることで建物を押しつぶしたり、逆に弱くして車などを軽々と投げることが出来る。

### “西”の関係者
メンバーのほとんどが女性で構成されたグループ。
佐伯明日羅（サエキ・アスラ）
“西”のボスを勤める女性。
島に来るまではパリコレにも呼ばれるトップモデルでハリウッド映画にも出演するほどのトップスターだった。現在もその美貌は健在。
能力：「ギリシャ悲劇（グリーク・トラジディ）」
対象を視界に入れることで発動する幻覚能力。
だが実際には様々な人間の死ぬまでの記憶を受信する能力で、その記憶を発信して確実に死へ向かう幻覚を見せていた。

執事
アスラの執事。“西”のメンバーでは登場したものの中で唯一の男性。
主であるアスラの意思を尊重して彼女を守るために動く。

### “南”の関係者
肉体変化形アルタードが集まるグループ。
ゴズ
“南”のボスの代理人。

### アイランドDの看守
ジガー
アイランドDの主任看守を勤める女性。常に刀を携行しており、凄まじい剣の腕を持つ。
囚人に対して高圧的でS級囚人であるジンには「レンゲ事件」の主犯であることを会話と称して周りにバラすなど挑発行為も辞さない。

## 単行本
- 七月鏡一、梁慶一 『AREA D 異能領域』 小学館〈少年サンデーコミックス〉 全14巻
  1. 2012年8月17日発売[小 1] ISBN 978-4-09-123857-3
  2. 2012年8月17日発売[小 2] ISBN 978-4-09-123858-0
  3. 2012年12月18日発売[小 3] ISBN 978-4-09-124166-5
  4. 2013年4月18日発売[小 4] ISBN 978-4-09-124331-7
  5. 2013年8月16日発売[小 5] ISBN 978-4-09-124413-0
  6. 2013年12月18日発売[小 6] ISBN 978-4-09-124546-5
  7. 2014年4月18日発売[小 7] ISBN 978-4-09-124690-5
  8. 2014年8月18日発売[小 8] ISBN 978-4-09-125238-8
  9. 2014年11月18日発売[小 9] ISBN 978-4-09-123858-0
  10. 2015年2月18日発売[小 10] ISBN 978-4-09-125716-1
  11. 2015年5月18日発売[小 11] ISBN 978-4-09-126117-5
  12. 2015年8月18日発売[小 12] ISBN 978-4-09-126284-4
  13. 2015年11月18日発売[小 13] ISBN 978-4-09-126619-4
  14. 2016年2月18日発売[小 14] ISBN 978-4-09-127017-7

#### 小学館コミック
1. ↑  “『AREA D 異能領域 1』”. 2016年2月19日閲覧。
2. ↑  “『AREA D 異能領域 2』”. 2016年2月19日閲覧。
3. ↑  “『AREA D 異能領域 3』”. 2016年2月19日閲覧。
4. ↑  “『AREA D 異能領域 4』”. 2016年2月19日閲覧。
5. ↑  “『AREA D 異能領域 5』”. 2016年2月19日閲覧。
6. ↑  “『AREA D 異能領域 6』”. 2016年2月19日閲覧。
7. ↑  “『AREA D 異能領域 7』”. 2016年2月19日閲覧。
8. ↑  “『AREA D 異能領域 8』”. 2016年2月19日閲覧。
9. ↑  “『AREA D 異能領域 9』”. 2016年2月19日閲覧。
10. ↑  “『AREA D 異能領域 10』”. 2016年2月19日閲覧。
11. ↑  “『AREA D 異能領域 11』”. 2016年2月19日閲覧。
12. ↑  “『AREA D 異能領域 12』”. 2016年2月19日閲覧。
13. ↑  “『AREA D 異能領域 13』”. 2016年2月19日閲覧。
14. ↑  “『AREA D 異能領域 14』”. 2016年2月19日閲覧。